# Park Narodowy Bruce Peninsula
Park Narodowy Bruce Peninsula (ang. Bruce Peninsula National Park, fr. Parc national de la Péninsule-Bruce) – park narodowy położony w południowo-wschodniej części prowincji Ontario w Kanadzie. Powierzchnia parku wynosi 154 km², co sprawia, że należy on do grupy mniejszych parków narodowych w Kanadzie.

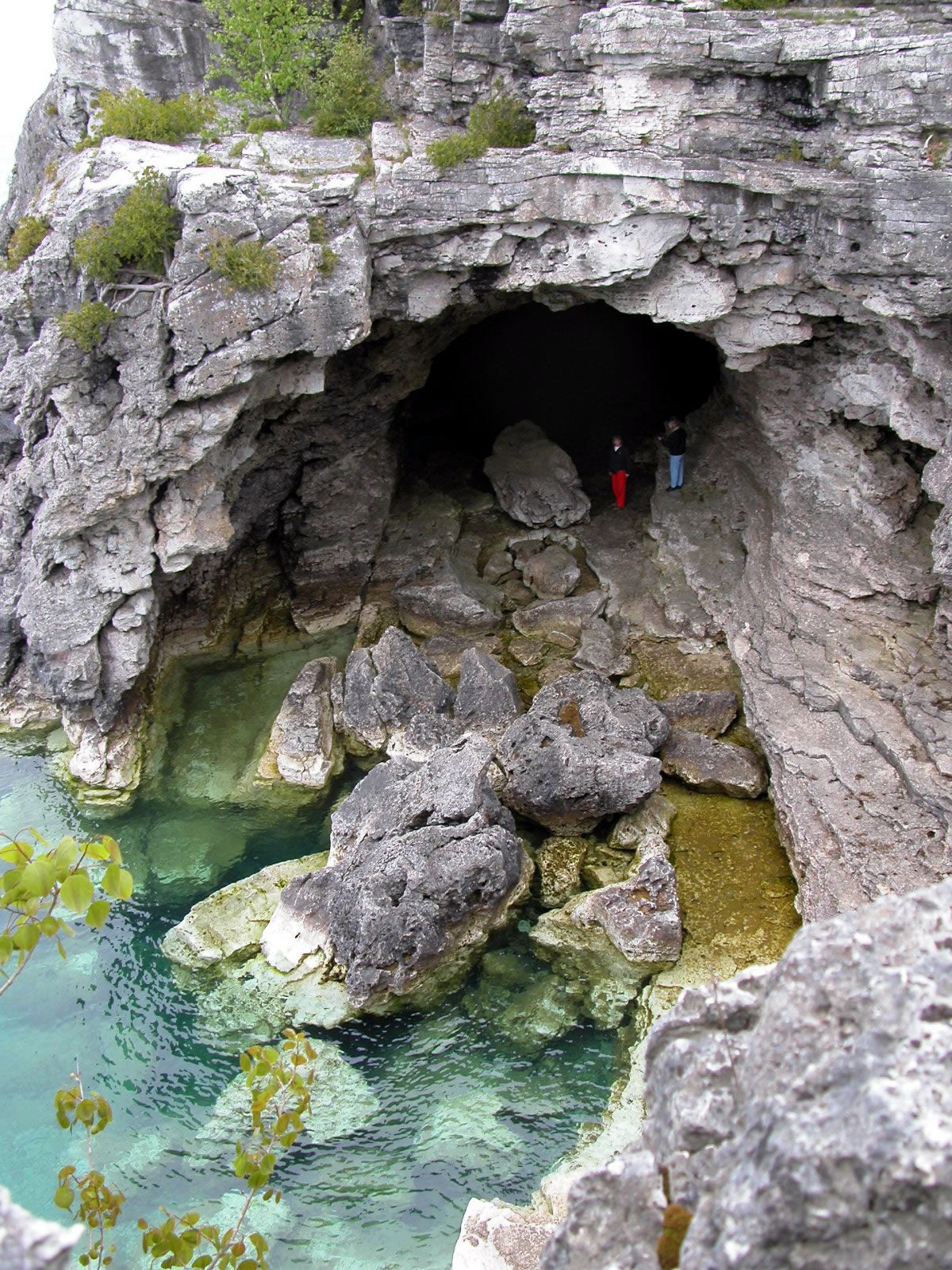
“The Grotto” – najbardziej popularna grota w Parku

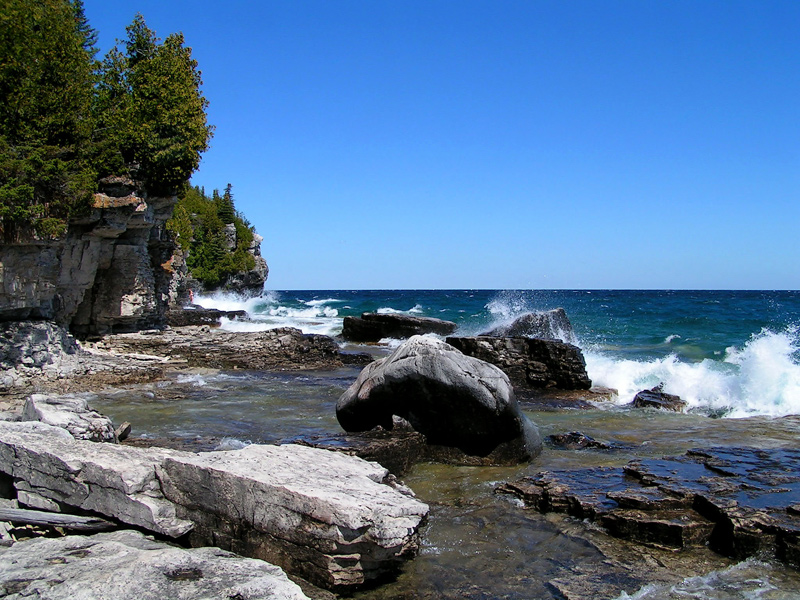
Wybrzeże zatoki Georgian w Parku

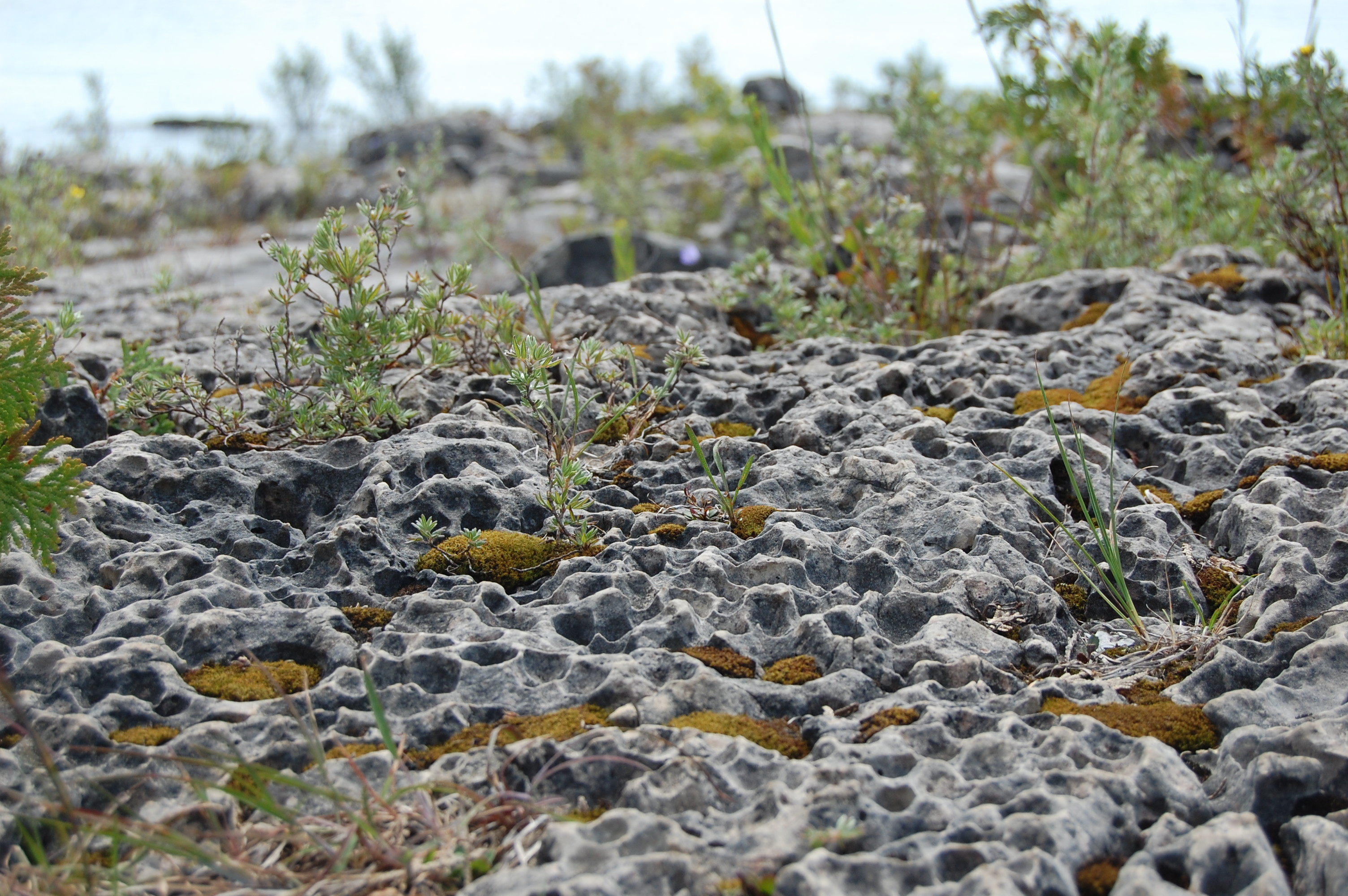
Alwar w rejonie Singing Sands

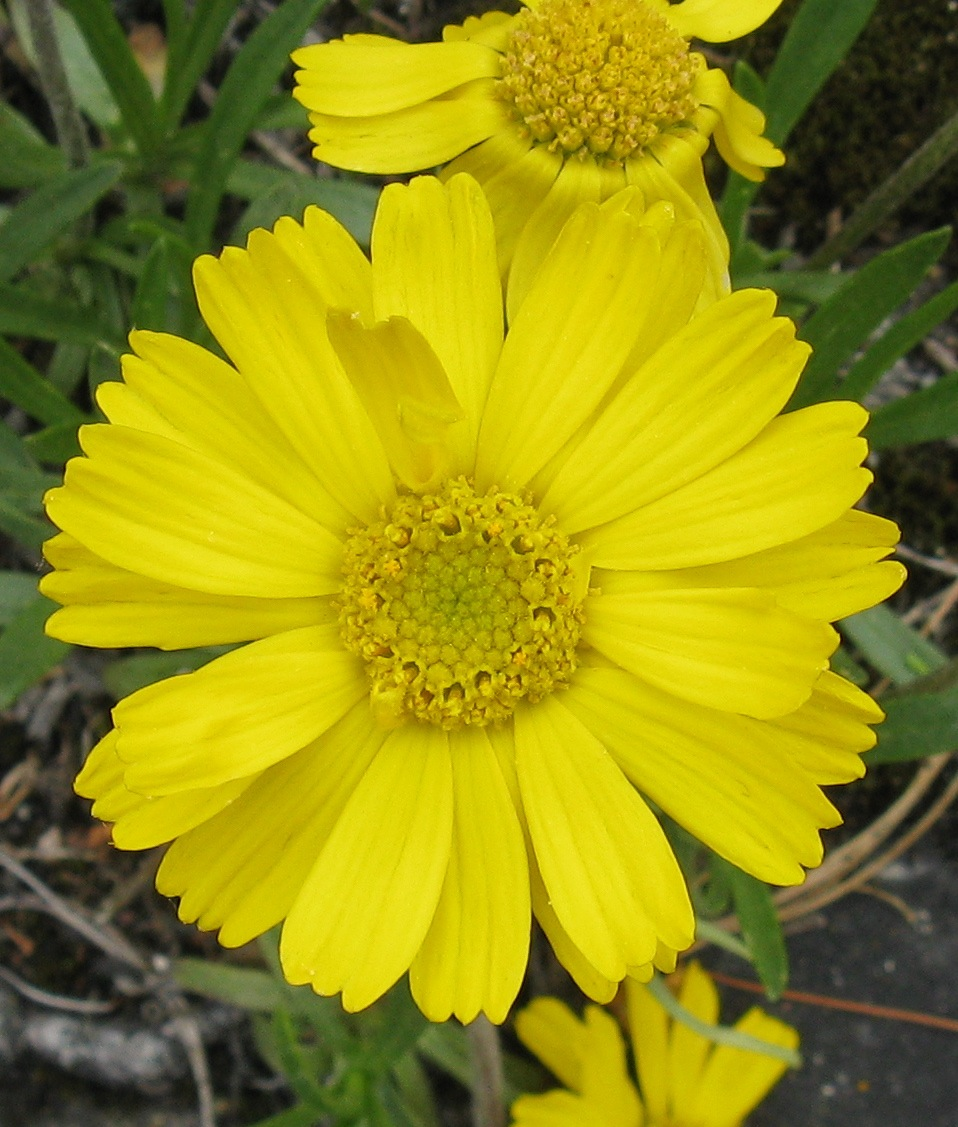
Tetraneuris herbacea

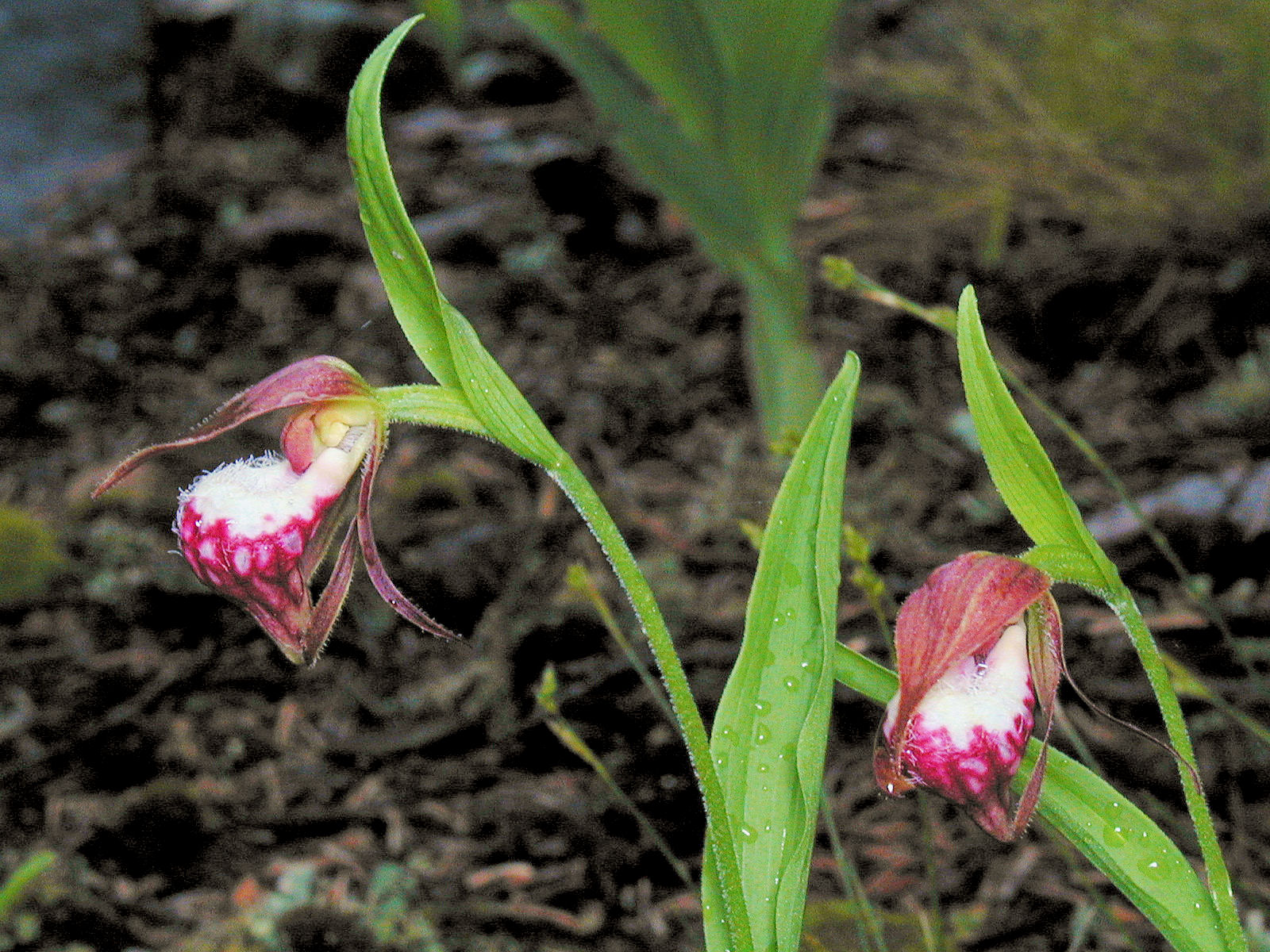
Obuwik Cypripedium arietinum

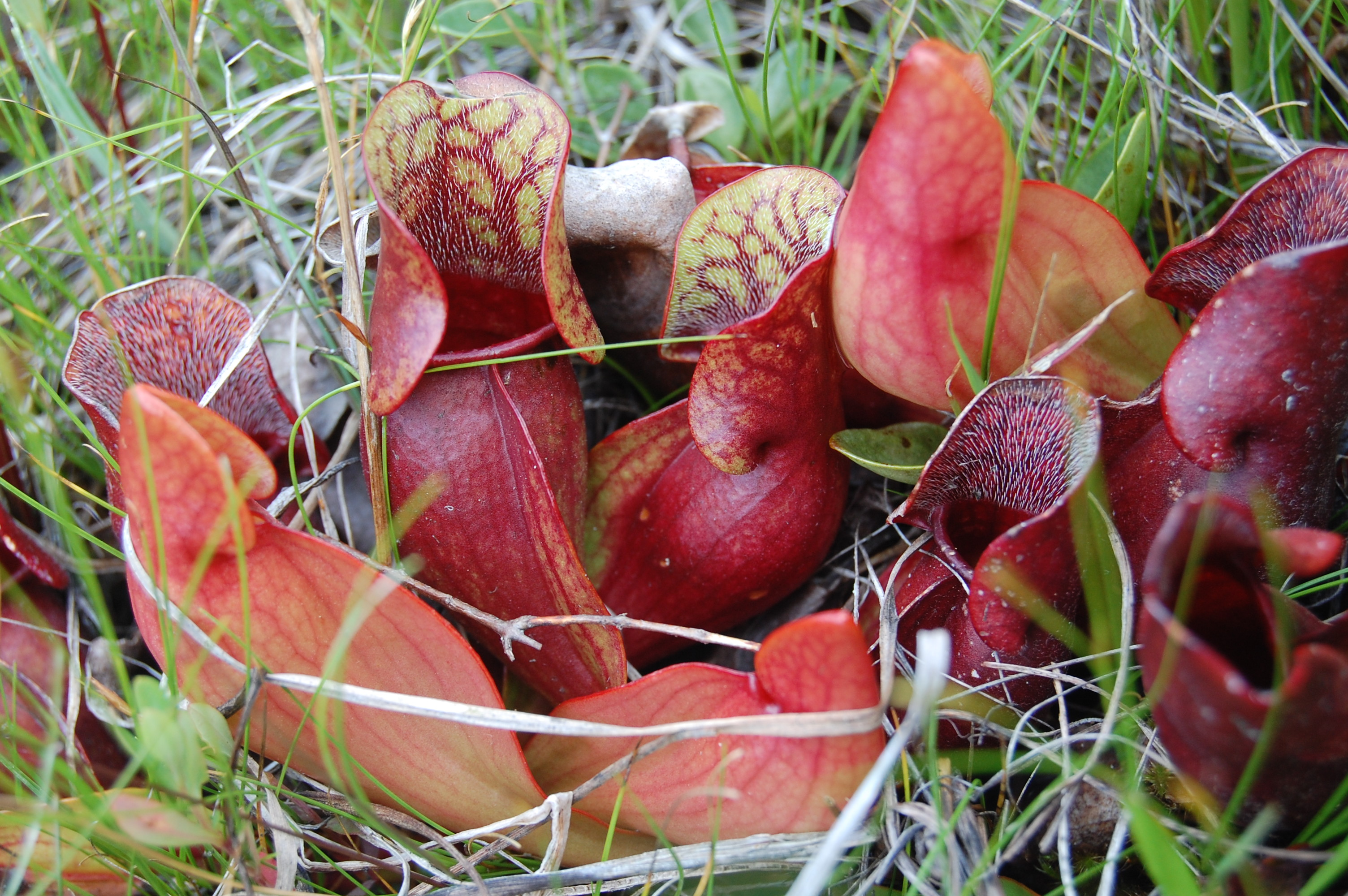
Sarracenia purpurowa w rejonie Dorcas Bay

## Położenie
Park położony jest w północnej części półwyspu Bruce’a, oddzielającego wody jeziora Huron od jego olbrzymiej zatoki Georgian. Obejmuje mocno rozczłonkowany obszar w północnej części półwyspu, rozcięty na dwie nierówne części drogą nr 6. Część północno-wschodnia, większa, obejmuje tereny wzdłuż brzegów zatoki Georgian, w tym wysoką krawędź Kuesty Niagary. Część południowo-zachodnia, mniejsza, to płaskie tereny położone wzdłuż brzegów właściwego jeziora Huron.

## Historia
Już w 1968 r., w celu ochrony najbardziej atrakcyjnego fragmentu wybrzeża nad zatoką Georgian i sąsiadujących z nią jezior, został utworzony Park Prowincjonalny Cyprus Lake (ang. Cyprus Lake Provincial Park). W 1987 r. został on przekształcony w park narodowy. Siedziba Parku znajduje się w Tobermory. Tam też znajduje się nowoczesny, otwarty w 2006 r. ośrodek informacyjno-edukacyjny, wspólny dla Parku Półwyspu Bruce’a oraz sąsiedniego Morskiego Parku Narodowego Fathom Five.

## Charakterystyka parku
Rzeźba terenu jest zróżnicowana. Od strony północno-wschodniej piętrzą się wysokie, skaliste brzegi zatoki Georgian, które tworzy wspomniana Kuesta Niagary. Zbudowane z grubych warstw dolomitów, pełne są głębokich zatok i skalnych urwisk. Część urwisk opada wprost do wody, u podnóży pozostałych ciągną się wąskie, kamieniste plaże. Najbardziej znaną z nich jest plaża w zatoczce Indian Head Cove (ang. Zatoka Indiańskiej Głowy). Jest to jedno z tych nielicznych miejsc, w których nadwodna część krawędzi Kuesty Niagary jest niższa i nieco „wyszczerbiona”, a poniżej owej szczerby utworzyła się zatoka z dogodnym wejściem do wody. Nazwa zatoki wzięła się od zamykającej ją formacji skalnej, przypominającej profil indiańskiej głowy. Innym miejscem, w którym krawędź kuesty obniża się niemal do poziomu Zatoki Georgian jest sąsiednia zatoczka z kamienistą plażą zwaną Boulder Beach.
W ścianach urwisk znajdują się liczne jaskinie, wymyte na różnych wysokościach falami pra-Huronu, którego poziom wód od ustąpienia lodowców zmieniał się wielokrotnie. Na wysokości najbardziej znanej z nich (zwanej Grotto, połączonej kilkumetrowym, podwodnym tunelem z taflą zatoki), u stóp urwiska Kuesty Niagary, leży największa głębia Zatoki Georgian (171 m). Oznacza to, że ten punkt dna Georgian Bay leży zaledwie 5 m nad poziomem Atlantyku.
Z kolei od południowego zachodu półwyspu rozpościerają płaskie, piaszczyste plaże jeziora Huron. Wnętrze parku stanowi płaska równina, opadająca łagodnie ku południowemu zachodowi, pokryta lasami i mokradłami. Wśród nich znajduje się ok. 20 niewielkich jezior, z których największymi i najbardziej znanymi są Cameron Lake, Cyprus Lake, Emmet Lake i George Lake. Jeziora te połączone są często drobnymi ciekami wodnymi, spływającymi zgodnie z nachyleniem terenu, tj. generalnie w kierunku południowo-zachodnim, ku brzegom właściwego Huronu. W części parku położonej wzdłuż drogi nr 6 występują ciągi starych wydm.
Specyfiką parku są występujące tu zespoły gołych, krasowiejących i suchych pokryw skalnych, zwane alwarami.
W pobliżu znajduje się Narodowy Park Morski Fathom Five. Przez oba parki przebiega wspomniana Skarpa Niagary zaliczona w 1990 r. przez UNESCO do 6 największych rezerwatów biosfery na świecie.

## Flora
Flora parku liczy blisko 900 gatunków roślin naczyniowych. Teren parku w ogromnej większości pokrywają lasy. Najczęściej spotykanym drzewem jest tu żywotnik zachodni („tuja”). Dorasta on do 30 m wysokości i osiąga średnicę pnia do 1,6 m. Jest długowieczny: żyje po kilkaset lat. Wiek najstarszych osobników, rosnących w trudno dostępnych zakątkach Półwyspu Bruce’a i sąsiednich wysp określono na ponad 1000 lat. Są to najstarsze drzewa w tej części Ameryki Północnej. Żywotnik tworzy lasy jednogatunkowe albo mieszane z choiną kanadyjską, sosną wejmutką, klonami, brzozami i in.
Spośród ok. 60 gatunków storczykowatych, rosnących w prowincji Ontario, w parku spotkamy 43 gatunki. Są wśród nich niewielki storczyk Calypso bulbosa zwany „Pantofelkiem Wenus” (ang. Venus’s slipper) o purpuroworóżowych kwiatach oraz różowo kwitnący podkolan Platanthera psycodes (ang. small purple-fringed orchid), a także zawleczony z Europy kruszczyk szerokolistny. Na torfowiskach i podmokłych łąkach występuje m.in. Sarracenia purpurowa.
Bardzo interesująca jest roślinność alwarów. Do najbardziej charakterystycznych i najokazalszych roślin tych siedlisk należą m.in. żółto kwitnący, endemiczny Tetraneuris herbacea z rodziny astrowatych, piękny obuwik Cypripedium arietinum (ang. Ram’s-Head Lady’s-Slipper) czy bardzo rzadki kosaciec Iris lacustris (ang. Dwarf lake iris), którego występowanie ogranicza się do rejonu Wielkich Jezior, a na Półwyspie Bruce’a rośnie ok. połowy jego światowej populacji.
W parku występuje również 20 gatunków paproci.

### Fauna
W faunie Parku Narodowego Bruce Peninsula utrzymała się większość gatunków, typowych dla tej części prowincji Ontario. Z większych ssaków występują tu łoś, czarny niedźwiedź baribal i wilk, z mniejszych – m.in. bóbr kanadyjski, urson (amerykański jeżozwierz), pręgowiec amerykański i latająca wiewiórka – assapan. Żyje tu także reintrodukowany w 1962 r. jedyny drapieżnik, który może regulować populację ursonów – kuna rybarka. Spośród ptaków należy wymienić myszołowa rdzawoskrzydłego, puszczyka kreskowanego i piękną pirangę szkarłatną. Z gadów występują tu m.in. węże: pończosznik prążkowany, lancetogłów mleczny i lokalny, coraz rzadszy podgatunek grzechotnika (ang. massasauga rattlesnake) oraz żółwie: jaszczurowaty, cętkowany i Emydoidea blandingii, zaś z płazów – typowe dla południowej części Ontario salamandry: salamandra Jeffersona i ambystoma plamista.

### Turystyka
Park Narodowy Bruce Peninsula jest – proporcjonalnie do swej niezbyt dużej powierzchni – jednym z najliczniej odwiedzanych parków prowincji Ontario. W roku obliczeniowym 2010–2011 odwiedziło go 224 149 gości. Park posiada stosunkowo dobrze rozwiniętą infrastrukturę turystyczną, co przejawia się m.in. rozbudowaną siecią szlaków turystycznych (ok. 60 km) i ścieżek spacerowych o zróżnicowanych stopniach trudności. Pozwala to na uprawianie wielu form aktywności fizycznej, od łatwych spacerów przez dalsze piesze wędrówki aż po wspinaczkę skalną na urwiskach klifu nad Zatoką Georgian. Przez Park biegnie jeden z najpopularniejszych i najdłuższy w Kanadzie pieszy szlak turystyczny – Bruce Trail, którym dotrzeć można aż do wodospadu Niagara.
Łagodny mikroklimat okolicy sprawia, że do późnej jesieni nie ma tu śniegu. Z kolei w miesiącach zimowych występują obfite opady śniegu, co cieszy amatorów sportów zimowych.
Park jest dobrym miejscem do obserwacji ptaków, zwłaszcza w czasie ich wiosennych i jesiennych wędrówek. W lasach obficie występują różne gatunków grzybów jadalnych, m.in. rydze.
Co roku na początku czerwca organizacja „Friends of the Bruce District Parks Association” wraz z rządowym zarządem ds. Parków (ang. Parks Canada) organizują imprezę o nazwie Bruce Peninsula Orchid Festival (Festiwal Storczyków Półwyspu Bruce’a). Jej ośrodkiem jest parkowy “Visitors Center” w Tobermory. W trakcie jej trwania odbywają się wystawy storczyków, prelekcje przyrodnicze, a zwłaszcza wycieczki z przewodnikami, umożliwiające obserwowanie tutejszych storczykowatych w ich naturalnym środowisku przyrodniczym.
W miasteczku Tobermory znajduje się przystań promowa, skąd udać się można na wyspę Manitoulin – największą wyspę na świecie położoną na wodach słodkich. Znajduje się tu także przystań małych statków turystycznych, kursujących po Narodowym Parku Morskim Fathom Five i na należącą do niego wyspę Flowerpot, którą zwiedzać można pieszo. Skaliste wybrzeże parku Bruce Peninsula usiane jest zatokami i fiordami, od wieków wykorzystywanymi jako naturalne przystanie dla statków. Podwodne jaskinie i wraki statków spoczywające na dnie stanowią atrakcję dla nurków, zaś czyste, obfitujące w wysepki wody są doskonałym terenem rekreacyjnym dla posiadaczy łodzi i jachtów.
Na terenie parku lub na jego obrzeżach znajduje się 7 parkingów. Duży kemping położony jest w pobliżu jedynej drogi głównej, prowadzącej do Tobermory, nad jeziorem Cyprus. Zaledwie kilkaset metrów dzieli go od brzegu Zatoki Georgian. Kemping posiada około 300 stanowisk, lecz w okresie letnim przebywa tu ogromna liczba turystów, więc wymagana jest rezerwacja miejsc. Nad samym brzegiem jeziora znajdują się dwa pola biwakowe (Stormhaven i High Dump), przeznaczone dla turystów wędrujących Szlakiem Bruce’a.
Na terenie Parku Półwyspu Bruce’a obowiązują przepisy porządkowe zbliżone do tych, znanych z innych parków narodowych. Kemping i biwakowanie pod namiotem są dozwolone jedynie w wyznaczonych miejscach. Ogniska wolno palić również tylko w miejscach wyznaczonych, przy czym można używać jedynie drewna zakupionego w biurze parku koło Cyprus Lake. Samodzielne zbieranie drewna na ognisko w lesie jest niedozwolone, podobnie jak używanie do tego celu drewna przywiezionego spoza parku. Towarzyszące turystom psy muszą być trzymane na smyczy nie dłuższej niż 3 m. Po parku poruszać się można jedynie znakowanymi szlakami turystycznymi i innymi oznakowanymi ścieżkami, przy czym tylko część z nich (specjalnie oznaczona) jest dostępna dla rowerzystów. Kąpiel oraz wioślarstwo (kajak, canoe), poza Zatoką Georgian, dozwolone są tylko w wyznaczonych jeziorach. Ściśle przestrzegany jest zakaz spożywania wszelkich napojów alkoholowych poza zajmowanym miejscem na kempingu.